# Bristol (condado de Kenosha, Wisconsin)
Bristol es un pueblo ubicado en el condado de Kenosha en el estado estadounidense de Wisconsin. En el Censo de 2010 tenía una población de 2.330 habitantes y una densidad poblacional de 36,79 personas por km².

## Geografía
Bristol se encuentra ubicado en las coordenadas 42°31′50″N 88°0′54″O / 42.53056, -88.01500. Según la Oficina del Censo de los Estados Unidos, Bristol tiene una superficie total de 63.34 km², de la cual 62.66 km² corresponden a tierra firme y (1.07%) 0.68 km² es agua.

## Demografía
Según el censo de 2010, había 2.330 personas residiendo en Bristol. La densidad de población era de 36,79 hab./km². De los 2.330 habitantes, Bristol estaba compuesto por el 95.71% blancos, el 0.73% eran afroamericanos, el 0.52% eran amerindios, el 1.07% eran asiáticos, el 0% eran isleños del Pacífico, el 0.99% eran de otras razas y el 0.99% pertenecían a dos o más razas. Del total de la población el 4.12% eran hispanos o latinos de cualquier raza.